# Tonga formosana
Tonga formosana är en insektsart som beskrevs av Matsumura 1913. Tonga formosana ingår i släktet Tonga och familjen sköldstritar. Inga underarter finns listade i Catalogue of Life.